# Карабулак (Ескельдинский район)
Карабула́к (каз. Қарабұлақ) — село (до 2016 г. — посёлок) в Жетысуской области Казахстана. Административный центр Ескельдинского района.

## География
Расположен в предгорьях Джунгарского Алатау. Железнодорожная станция в 17 км к юго-востоку от города Талдыкорган. Сахарный и мукомольно-комбикормовый комбинаты, производство кирпича.

## История
В 1855 году на реке Каратал был основан пикет Каратальский (от Копальской станицы). Позднее некоторое время он назывался пикетом султана Сюка, пикетом Карабулакским. К 1858 году пикет стал выселком, а в 1880-м — станицей.
В октябре 1941 года из Курской области в Карабулак был эвакуирован сахарный завод им. К. Либкнехта.

## Население
| Численность населения | Численность населения | Численность населения | Численность населения | Численность населения | Численность населения | Численность населения | Численность населения |
| 1959                  | 1970                  | 1979                  | 1989                  | 1991                  | 1999                  | 2004                  | 2005                  |
| --------------------- | --------------------- | --------------------- | --------------------- | --------------------- | --------------------- | --------------------- | --------------------- |
| 6686                  | ↗21 021               | ↘20 448               | ↘19 088               | ↗19 500               | ↘14 873               | ↘14 303               | ↗14 928               |
| 2006                  | 2007                  | 2008                  | 2009                  | 2010                  | 2011                  | 2012                  |                       |
| ↗14 980               | ↗14 991               | ↗15 022               | ↗16 037               | ↗16 100               | ↗16 134               | ↘16 065               |                       |